# دنیای بی‌تی‌اس
دنیای بی‌تی‌اس (انگلیسی: BTS World) یک بازی ویدئویی موبایل توسعه یافته توسط شرکت کره جنوبی، استودیو تیک‌وان و منتشر شده توسط نتماربل است. بازیکن‌ها نقش منیجرهای بی‌تی‌اس را دارند و سفرهای مختلفی با هر یک از هفت عضو از سال ۲۰۱۲، پیش از آغاز فعالیتشان، تا سال ۲۰۱۹ را پشت سر می‌گذارند.

## انتشار
بازی دنیای بی‌تی‌اس در ۲۶ ژوئن ۲۰۱۸، برای سیستم عامل‌های اندروید و آی‌اواس در بیش از ۱۷۵ کشور منتشر شد.

## گیم‌پلی
دنیای بی‌تی‌اس یک بازی ویدیویی با سبک رمان تصویری است و بیشتر داستان بازی بر تعامل میان کاربر و شخصیت‌های بازی از طریق کلیک کردن است. این بازی از عکس‌های واقعی و صدای ضبط شدهٔ اعضای بی‌تی‌اس استفاده می‌کند.

## موسیقی متن
بازی دنیای بی‌تی‌اس دارای موسیقی اصلی از گروه بی‌تی‌اس است. یک آلبوم موسیقی متن به نام دنیای بی‌تی‌اس: موسیقی متن اصلی در ۲۸ ژوئن ۲۰۱۸ منتشر شد.
این آلبوم دارای سه تک‌آهنگ همکاری است: «رؤیای درخشان» از جین، جیمین و جونگ‌کوک با همکاری خواننده بریتانیایی چارلی ایکس‌سی‌ایکس(۷ ژوئن)، «یک روز نو» از جی-هوپ و وی با همکاری خواننده سوئدی زارا لارسن (۱۴ ژوئن) و «تمام شب» از آراِم و شوگا با همکاری خواننده و رپر آمریکایی جوس ورلد (۲۱ ژوئن). در ۲۶ ژوئن ۲۰۱۸، آهنگ رسمی این بازی و تک‌آهنگ آغازین این آلبوم موسیقی متن به نام «ضربان قلب» پس از انتشار بازی در این بازی منتشر شد.